# Puolanka
Puolanka [ˈpuɔlɑŋkɑ] (schwedisch historisch Puolango) ist eine Gemeinde im Nordosten Finnlands. Sie liegt rund 125 Kilometer nordöstlich von Oulu.
Die äußerst dünn besiedelte Gemeinde ist größtenteils von Wäldern und Sümpfen bedeckt, in denen sich wenige kleine Siedlungen verlieren: Aittokylä, Askankylä, Auho, Joukokylä, Kivarinjärvi, Kotila, Lylykylä, Puokio, Puolanka, Rasi, Suolijärvi, Väyrylä und Yli-Oterma. Sie sind allesamt seit Jahrzehnten von massiver Landflucht betroffen und überaltern zusehends. Im Januar 2007 wies die Gemeinde mit 21,5 Prozent die dritthöchste Arbeitslosenquote aller finnischen Gemeinden auf.
Ursprünglich gehörte das Gebiet der Gemeinde zum Kirchspiel Paltamo. 1764 wurde eine Kapellengemeinde gegründet, welche 1786 dem Kirchspiel Hyrynsalmi unterstellt wurde. Der Bau der Kapelle verzögerte sich aber zunächst, weil es Streit um ihren Standort gab. Letztlich wurde der Kirchenbau 1792 am Ufer des Sees Puolankajärvi errichtet. Nach diesem erhielt die gesamte Kapellengemeinde den Namen Puolanka, welcher ursprünglich „Rodung“ bedeutet. 1867 wurde Puolanka zu einer eigenständigen Gemeinde erhoben.
Zu den Sehenswürdigkeiten der Wald- und Seenlandschaft zählt der Hepoköngäs, der mit 24 Metern höchste Wasserfall Finnlands, außerdem die Stromschnellen Kalliuskoski, die der Kiiminkijoki nach seinem Ausfluss aus dem See Kivarinjärvi durchfließt. Die Kirche von Puolanka ist ein von Olavi Sortta entworfener funktionalistischer Bau aus Backstein und Holz. Der turmlose Bau hat einen rechteckigen Grundriss und ein steiles Satteldach und greift somit auf die Formensprache der mittelalterlichen finnischen Steinkirchen zurück. Die jetzige Kirche ersetzte eine alte Holzkirche, die 1949 nach einem Blitzeinschlag abgebrannt war.

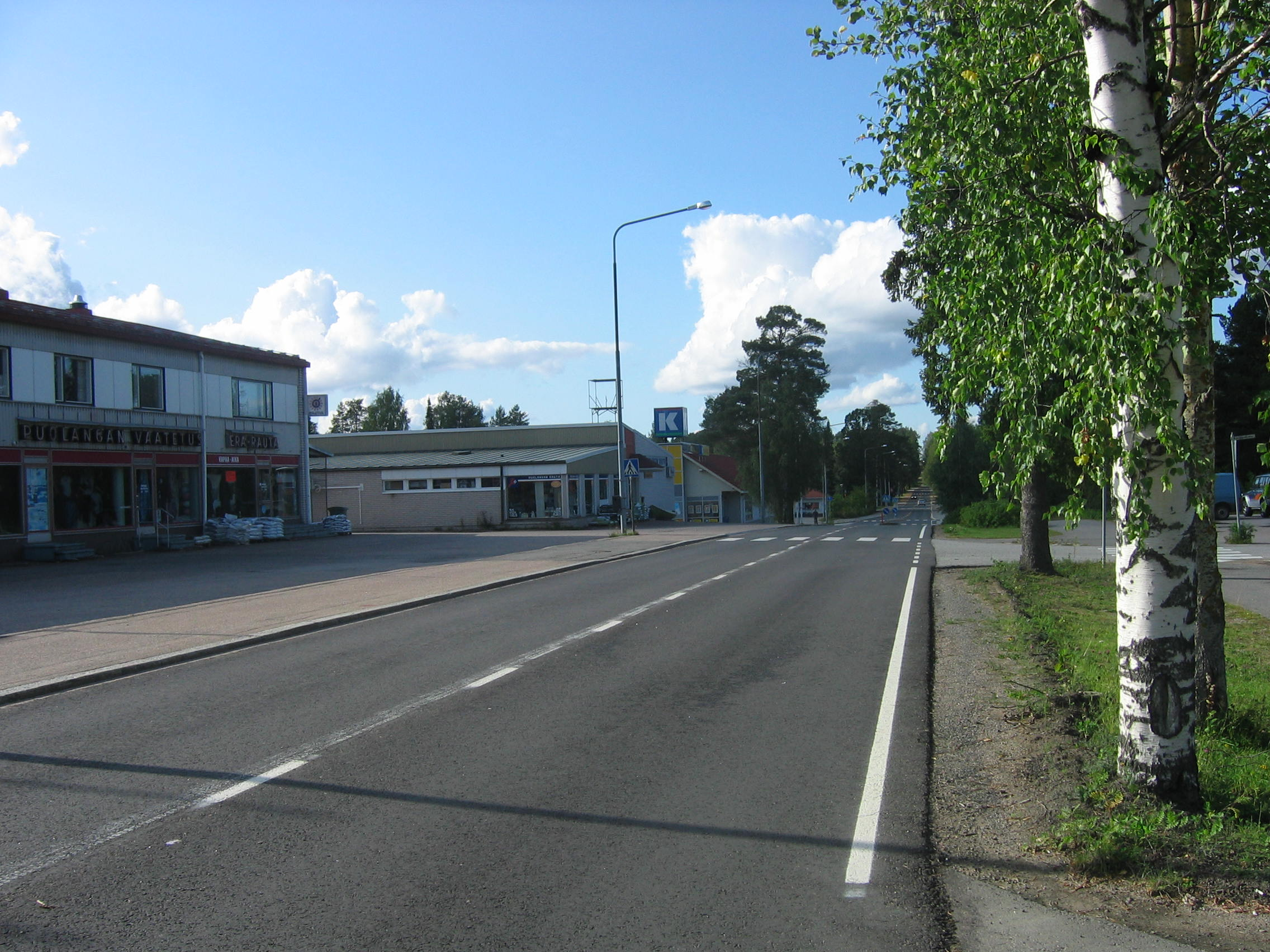
Gemeindezentrum von Puolanka
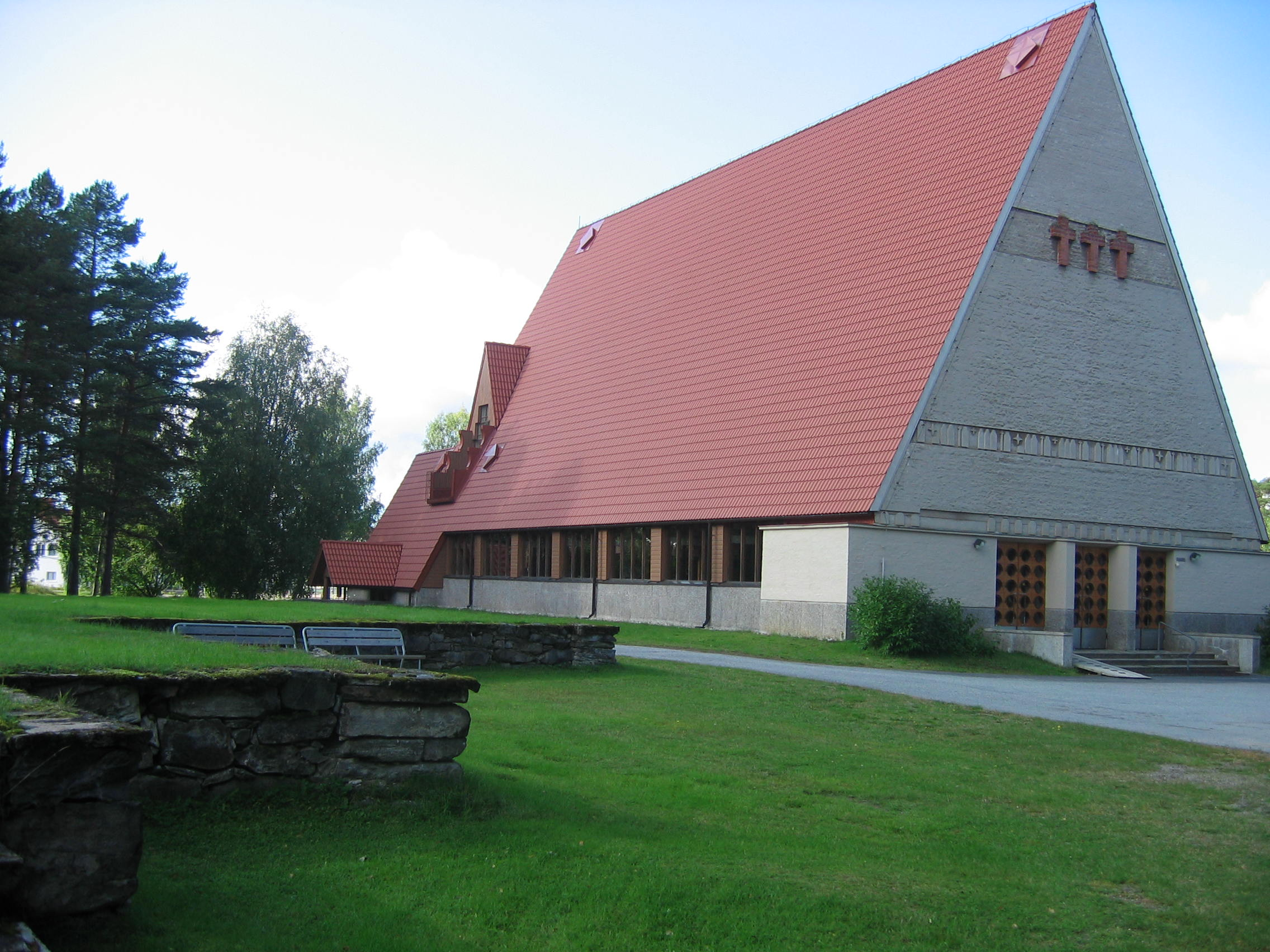
Kirche von Puolanka
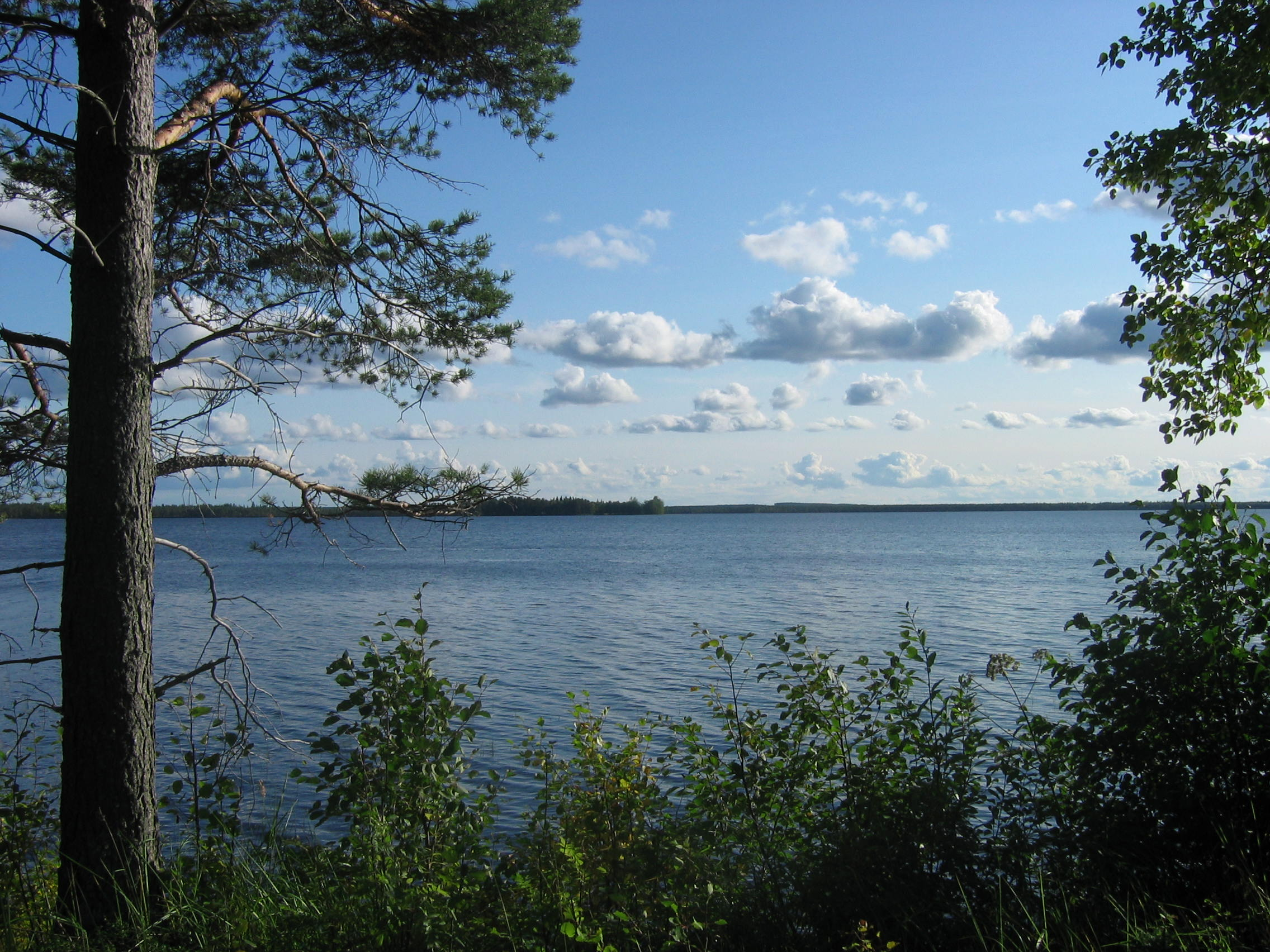
Seenlandschaft am Kalhamajärvi

## Persönlichkeiten
- Markku Kukkoaho (* 1946), Sprinter
- Tuulikki Pyykkönen (* 1963), Skilangläuferin

## Trivia
Größere Bekanntheit erreichte der Ort durch Presseberichte über den 2006 in Puolanka gegründeten Pessimisten-Verein und seine Aktivitäten.